# 反梅花譜
《反梅花譜》原稱《象棋梅花心法譜》，象棋古譜，晚清巴吉人著。

## 歷史
巴吉人編著《象棋梅花心法譜》後，只有手抄本，要到中華人民共和國建國後，才有象棋雜誌開始刊登內容，之後整理、出版成書。
至於為何流傳時改用《反梅花譜》這個名稱，一說是巴吉人中年以後家道中落，决定到上海擺棋為生。離開鎮江前，他將該譜贈送給好友兼弟子李志良。李在得譜後手抄了他認為有用的部份，捨棄了五局龜背炮，並改名為《反梅花谱》。

## 內容
巴吉人擅用砲，認為當頭砲威力甚大，因此另辟蹊徑，著成《象棋梅花心法譜》。現在見到的有7局18變和8局17變兩種版本。
該譜第一局就強調當頭砲能勝屏風馬，和《梅花譜》相反。從第二局開始，主張用其它佈陣法來制約當頭砲的攻勢，提出一系列後手布局的課題。